# Oxyopes ludhianaensis
Oxyopes ludhianaensis là một loài nhện trong họ Oxyopidae.
Loài này thuộc chi Oxyopes. Oxyopes ludhianaensis được miêu tả năm 1995 bởi Sadana & Goel.